# Dinnyekaktusz
A dinnyekaktusz (Melocactus) a kaktuszfélék egyik neme, amelybe körülbelül harminc-negyven faj tartozik. E nemzetség tagjai elsősorban a Karib-térségben, Nyugat-Mexikóban, Közép-Amerikában, Dél-Amerika északi részein honosak, de néhány fajuk megtalálható az Andok hegylánc mentén, Dél-Peruban is, egy kisebb csoportjuk pedig Brazília északkeleti részein honos.
A nemzetség első felfedezett faját Carl von Linné nevezte el 1753-ban Cactus melocactusnak. Amikor e nemzetséget különválasztották a Cactus genustól, akkor a Linné által használt faji epitheton, a Melocactus lett a nemzetség neve. 1922-ben ugyan Nathaniel Britton és Joseph Rose vissza akarta sorolni a genus tagjait a Cactus nemzetségbe, ám az 1905-ben tartott bécsi botanikai kongresszuson már elvetették a Cactus, mint genusnév használatát, ezért az ide sorolt fajok helyes és érvényes genusneve Melocactus.
A kifejlett példányok könnyedén felismerhetők a cephaliumról, amely egy gyapjas-sörte borította struktúra a növény tetején, amely sűrű areolát, azaz tövispárnát tartalmaz, ahonnan az apró virágok előbújnak.
Magyar szempontból mindenképp említést érdemlő érdekesség, hogy több, e nemhez tartozó kaktuszfajt és faj alatti taxont (pl. Melocactus borhidii, M. radóczii, M. nagyi, M. acunai v. laguanense, M. harlowii f. candida) egy magyar entomológus és kaktuszkutató, Mészáros Zoltán fedezett fel és írt le elsőként a tudomány számára, latin-amerikai tartózkodásai során.

## Fordítás
- Ez a szócikk részben vagy egészben  a   Melocactus című angol Wikipédia-szócikk ezen változatának fordításán alapul.  Az eredeti cikk szerkesztőit annak laptörténete sorolja fel. Ez a jelzés csupán a megfogalmazás eredetét és a szerzői jogokat jelzi, nem szolgál a cikkben szereplő információk forrásmegjelöléseként.